# Блінов Володимир Васильович
Блінов Володимир Васильович (нар. 15 червня 1904, м. Слов’янськ, Донецька область, Російська імперія — 1950-ті) — директор Харківського інженерно-будівельного інституту (1937—1941), керівник проектно-відбудовного тресту «Облпроект».

## Біографія
Володимир Блінов народився в родині робітникі у місті Слов’янськ 15 червня 1904.
У 1918 році почав працювати і до 1929 року спробував себе як учень слюсаря у слюсарно-механічній майстерні. У період з 1920 по 1922 рік він був учнем токаря у залізничній майстерні.
З 1922 по 1924 та з 1927 по 1928 роки він працював на посаді токаря по металу заводу № 60. Паралельно з роботою він навчався у школі з лікбезу.
За направленням від заводу він вступив на робітничий факультет Донецького інституту народної освіти, але не продовжив навчання.
У 1929 році, після проходження служби в армії, його направили на підготовчі курси Харківського технологічного інституту., студентом якого він згодом і став.
Володимир Блінов завершив навчання в інституті за спеціальністю «Промислове і цивільне будівництво».
У 1937 році, після піврічної праці на посаді секретаря партійної організації інституту і отримання диплому,  його призначили директором Харківського інженерно-будівельного інституту. Він пропрацював на цій посаді до 1941 року.
У період Другої світової війни його призначили керівником штабу 695-го батальйону аеродромного будівництва (БАБ) (1941–1943), а також керівником стройового відділу і кадрів 690 БАБу.
Після закінчення війни до 1947 року він працював у Львові на посаді заступника директора Львівського політехнічного інституту.
Після повернення у Харків до 1950 року працював як секретар партійного комітету та, одночасно, керівник науково-виробничого відділу, асистент та старший викладач кафедри інженерних конструкцій та гірничотехнічних споруд Харківського гірничого інституту.
У 1951 році він став керівником проектно-відбудовного тресту «Облпроект», а після його реорганізації став директором Харківської філії Інституту проектування міст «Гипроград». На цій посаді він пропрацював до кінця 1950-х років.

## Нагороди
- орден Червоної Зірки (1945);
- медаль «За оборону Сталінграда» (1942);
- медаль «За бойові заслуги» (1944);
- медаль «За перемогу над Німеччиною у Великій Вітчизняній війні 1941–1945 рр.» (1945).